# Arie den Arend
Arie den Arend (* 3. Februar 1903 in Pernis, Niederlande; † 22. Februar 1982 in Rotterdam) war ein niederländischer Komponist.
Mit 10 Jahren erhielt er Orgelunterricht beim örtlichen Organisten in der Kirche namens A. Noordzij. Mit 13 Jahren wurde er Mitglied des örtlichen Blasorchesters Concordia und erlernte das Euphonium. Mit 17 Jahren wurde er Dirigent der benachbarten Musikvereinigung Door Eendracht Sterk in Hoogvliet, Niederlande. Während dieser Zeit studierte er privat bei J.G. van Herwaarden in Rotterdam Harmonielehre, Komposition und Orgel. 1930 wurde er Organist an der reformierten Kirche in Pernis und er war mittlerweile Dirigent von 5 Blasorchestern oder Fanfare-Orchestern. 1950 gründete er aus zwei seiner Orchester ein Jugendorchester und für diese neue Gruppe komponierte er erste Stücke. Dieses Jugendblasorchester hatte einen Auftritt im Rundfunk, bei der natürlich auch seine Werke zu Gehör gebracht wurden. So entstand ein Kontakt mit einem bekannten Musikverleger, der ihn dazu ermunterte, weitere Stücke für Blasorchester oder Fanfare-Orchester zu schreiben. Dies führte selbst zu Kompositionsaufträgen durch die niederländische Regierung 1976 Lidama und 1979 Prelude en improvisatie.
Am 24. April 1959 wurde er von der niederländischen Königin zum Ritter im Orden von Oranien Nassau ernannt.

## Werke

### Werke für Blasorchester
- 1959 Couperin Suite
  1. Andante
  2. Chiaro
  3. Alla rondeau
  4. Gavotte
  5. Gajetto
- 1959 Suite Antique
  1. Marziale
  2. Quasi Arioso
  3. Rondino
  4. Murky
- 1959 In de Barock
  1. March
  2. Menuet ala rondeau
  3. Canzona
  4. Tambourin I et II
  5. Fanfare
- 1959 Johann Adolf Haase Suite
  1. Allegretto
  2. Menuet
  3. Rondo
- 1959 Bij de muziekmeester Suite
  1. Entree Dans
  2. Menuet 1 en 2
  3. Dancing Song
  4. Chanson d’Amour
  5. Finale
- 1959 Uyt de Muziekkamer Suite
  1. Entrée
  2. Sarabande
  3. Menuetto
  4. Air
  5. Bourrée
- 1960 Quasi een Concerto nach Motiven von Johann Kaspar F. Fischer
- 1961 Airs and graces
- 1961 Partita Breve
  1. Prelude
  2. Menuet
  3. Harlequin
  4. Siciliana
  5. Rigaudon
- 1961 Stephen Foster Songs
- 1962 Old England
- 1962 Kerstfantasie
- 1962 Musik aus früher Zeit
- 1963 Valentine Snow Suite
- 1964 Concertalbum nr. 1
  1. Voor de Jeugd Suite
  2. Gewijde Klanken
  3. Klassieken
  4. Barokklanken
  5. Purcellian Suite
  6. Liederen
  7. Amusement
  8. Tyroler Ländler
  9. De Boerinnekensdans
  10. Amboss Polka
  11. Stettiner Kreuz Polka
  12. Marina
  13. Bummel Petrus
  14. When the Saints
  15. Sobre les olas
  16. 5 Feestliederen
  17. Lang Zal Hij Leven (Mars)
  18. Kleine Ouverture
- 1967 Chedeville
- 1967 Kerstavond 2. Kerstfantasie
  1. De herdertjes lagen bij nachte
  2. Hoor de Engeln zingen d'eer
  3. O du fröhliche
  4. O Kindecke klein
  5. Heft op uw hoofden, poorten wijd
  6. Midden in de winternacht
  7. Er is een kindeke geboren op aard
  8. Eere zij God
- 1967 Selection of British Songs
- 1976 Lidama Sinfonietta
- 1979 Prelude en improvisatie
- Speelstukken in barokstijl
  1. Fanfare
  2. Menuet
  3. Musette I
  4. March
- Concertino voor tuba
- Danssuite naar motieven van Jean-Philippe Rameau
- Johann Krieger Suite
  1. Andante
  2. Menuet
  3. Bourrée
  4. Air
  5. Rondeau
- La maintien du Passé
- Prelude en improvisaties

| Personendaten    | Personendaten                           |
| ---------------- | --------------------------------------- |
| NAME             | Arend, Arie den                         |
| KURZBESCHREIBUNG | niederländischer Komponist und Organist |
| GEBURTSDATUM     | 3. Februar 1903                         |
| GEBURTSORT       | Pernis, Niederlande                     |
| STERBEDATUM      | 22. Februar 1982                        |
| STERBEORT        | Rotterdam, Niederlande                  |